# エステバン・オム・リー
エステバン・オム・リー（Esteban Um Lee , 1999年6月23日 - ）は、ボリビア・ラパス県ラパス出身のプロサッカー選手。リーガ・デ・フットボル・プロフェシオナル・ボリビアーノのクラブ・レアル・ポトシに所属している。ポジションはMF。韓国系ボリビア人。

## 来歴
地元のクラブ・ボリバルのユースチームを経て2017年シーズンにトップチームに昇格。同年2月5日のクラブ・ペトロレロ戦でプロデビュー。しかし、その後は出場機会を得ることが出来ず、2019年シーズン途中にクラブ・レアル・ポトシに移籍。同年9月30日のロイヤル・パリFC戦で、移籍後初出場で初先発を果たした。